# Sweet Dreams (2018)
Sweet Dreams (chinês: 一千零一夜, pinyin: Yīqiān líng yī yè, lit. ‘Mil e uma noites’) é uma série chinesa estrelada por Dilraba Dilmurat e Deng Lun. A série estreou em 25 de junho de 2018 na Hunan TV.

## Elenco

### Protagonistas
- Dilraba Dilmurat como Ling Ling Qi.[3]
- Deng Lun como Bo Hai.[2]

### Coadjuvantes
| - Chen Yilong como Mo Nan. - Zhu Xudan como Zhou Xin Yan. - Zhang Haowei como Chen Mo. - Wang Ruizi como Lu Bao Ni. - Qu Gaowei como Wen Guangqi. - Wang Bingxiang como Shi Ji. - Zhang Junming as Lv Dawei. - Ming Ziyu como Zhen Qi. - Xu Zixuan como Lu Sisi. - Huang Wen como Zhang Lili. - Dong Ziheng como Xin Ba. | - Fu Jia como Ling Guoliang. - Yang Kun como Song Ling Ling. - Tse Kwan-ho como Liu Ying Jie/William. - Lu Xingyu como Li Boqing. - Liu Qiushi como Ji Bin. - Gao Mingyang como Wu Fan. - Li Jinyang como Ma Xiaoyi. - Gao Hai como Luo Xian'nian. - Du Yafei como Wang Jianming. - Teng Xuan como Lu Yun Qing. - Yang Lei como Xiao Fang. |

## Trilha Sonora
| N.º | Título                                                      | Letras   | Música                             | Artista     | Duração |  |
| 1.  | "一千零一夜 One Thousand and One Nights" (Tema de Abertura) | Yang Zhe | Tian Changye Cui Dukuan Jin Zaixun | Liu Meilin  | 3:02    |  |
| 2.  | "花不语 Flowers Stay Silent" (Tema de encerramento)         | Yang Zhe | Tian Changye An Xiuwan             | Deng Lun    | 4:28    |  |
| 3.  | "爱最闪耀 Love Shines the Brightest"                        | Yang Zhe | Tian Changye An Xiuwan             | Xu Xinwen   | 4:08    |  |
| 4.  | "白夜梦 Night Dream"                                        | Yang Zhe | Tian Changye An Xiuwan             | Chen Yilong | 3:50    |  |